# 乔映淮
乔映淮（1916年2月24日—1948年12月），字清川，曾用名高明、李国华等。出生于甘肃省靖远县，祖籍山西。1948年12月在南京雨花台被国民党保密局特务秘密杀害，年仅32岁。陕甘宁边区行政学院、延安大学教员，中共环县县委书记，中华人民共和国革命烈士。

## 生平

### 早年经历
民国5年（1916年）2月出生在靖远县城向东五公里处黄河岸的乔家庄。靖远县东湾镇的乔氏一门祖籍山西，清朝乾隆中后期走西口时来到了甘肃靖远，与山西祁县乔家大院一脉相承。从1930年代起，国难当头之际，到中华人民共和国建国初期，东湾镇乔氏一门走出了乔映淮、乔映渭、乔映澍、乔映洛、乔映洼几位义士，其中乔映淮在国共内战后期牺牲，乔映洼则于1953年在朝鲜桂湖洞东北山战斗中牺牲。八岁时在当地私塾就读，十一岁考入县立敷文小学，从小勤奋好学，善于思考问题。1933年春,考入甘肃省立一中读书。1936年毕业后赴首都南京求学。

### 抗日战争时期
民国26年(1937年)底，乔映淮受中国共产党的委派打入国民政府驻兰州的国民党西北干部训练团。在此期间,他积极宣传抗日救国道理,鼓动进步青年赴延安投身革命。民国27年(1938年)9月，由八路军驻兰州办事处处长伍修权介绍去延安，入青年干部培训班学习。民国28年(1939年)加入中国共产党，任中共靖远县工委委员兼秘书、县工委书记，以开店铺、教师等身份为掩护，从事地下活动；次年8月因身份暴露，遂调回延安，在边区行政学校、延安大学任教。在担任西关学校教员期间，乔映淮利用教书的机会宣传抗日思想和主张，组织进步学生苏致远、马守成、余保珍、薛兆琪等人兴办“观澜壁报”，传播抗日救国思想，揭露日本军国主义侵华罪行。并于1940年4月，组建成立了中共靖远县城关党支部。民国32年（1943）年的延安整风中，乔映淮与其他来自甘肃的中共党员被关押到边区保安处接受审查，甄别平反后仍然回到学院任教，没有任何悲观和怨言，信念依然坚定，不改初衷。

### 第二次国共内战时期
民国35年(1946年)调中共环县县委，任统战部部长兼武工队政委，负责环县周围敌占区工作。4月，乔映淮接受组织派遣，在国统区的靖远和海原一带，开展恢复中国共产党秘密组织的活动，并疏通了陕甘宁之间的秘密交通联络线。1946年10月，乔映淮调任中共环县县委统战部长，负责环县周围党的秘密工作。民国36年3月，国军对陕甘宁边区发动了重点进攻，宁夏马鸿逵部81师侵入陇东地区。中共环县委为发展地方武装,巩固革命政权,派统战部长秦明在豆城子扩编了毛井和车道区游击队,共20余人, 称县西游击队。由田雨雷任队长,乔映淮任政治委员, 和县委副书记王保民在环县南部坚持游击斗争。5月19日,当游击队驻木钵殷家掌时,因叛徒告密, 被国军81师一部围袭，在突围战斗中，游击队副队长秦应江等英勇牺牲, 乔映淮在从山顶向山下转移中摔坏了眼镜，腿部受伤被捕。被捕后先后被转押平凉、固原、中宁、兰州等地。

### 被捕后到就义
乔映淮从被捕直到牺牲，国民党对他的具体身份并不清楚，只是认为是共产党的一个大干部，于是先后将其关押在宁夏中卫、甘肃平凉等地，企图通过不断转移和施加酷刑逼迫乔映淮就范，但均未能得逞。在五泉山“训导所”关押期间，乔映淮认识了陕甘宁晋绥联防军新编第十一旅(由1945年10月起义的国民党新编第十一旅改编)第一团政治委员高波，他们秘密串联，建立由高波任支部书记，乔映淮任副书记的狱中党支部，带领三十多名党员和狱友，与国民党当局在狱中进行斗争。乔映淮在押甘肃期间，甘肃工委曾多次设法营救，并提议与被共产党军队俘虏的81师团长马殿邦相交换，但均未成功。国民党用尽了折磨手段，将乔映淮虽被打得遍体鳞伤，但他的革命信念没有变，斗争精神没有减，仍然保持着共产党人的本色，坚贞不屈、坚持斗争。民国37年(1948年)5月，被国民党当局用飞机解送至江苏镇江金山寺国防部训导所，因拒绝写自传、反省书，且秘密组织越狱，被转押于“顽固中队”。8月，南京召开体育运动会，训导所从关押人员中选拔一些运动员参赛,乔映淮由于突然患病未能参加。他利用这一机会,帮助王会文、张汉辉、李魁子等共产党员成功越狱。 1948年12月，国军在遼西、平津、徐蚌战场节节败退之际，看守乔映淮的军统军官看大势已去，就将他押送到南京宁海路19号国防部保密局看守所(原军统局)，并随后在南京雨花台东秘密将其处决。乔映淮死后，战友贺进民抚养了其子乔延和，其对中国共产党的贡献也得到了中共政府的认可。2021年，中共建党百年之际，甘肃省政府将他的事迹展示在兰州公交8路红色专线上，供后人了解与学习。